# دلارا بویوک بایراکتار
دلارا بویوک بایراکتار (انگلیسی: Dilara Büyükbayraktar; ۲۳ اکتبر ۱۹۸۹ – ) بازیگر اهل ترکیه است.